# Ramhormoz
Ramhormoz est la capitale du comté éponyme dans le Khouzistan en Iran.

## Géographie
Lors du recensement de 2006, sa population s'élevait à 49 822 habitants, répartis dans 10 966 familles.
Les habitants de la ville sont principalement des Bakhtiaris. Le climat est chaud et aride.
Ramhormoz se trouve à proximité des Monts Tashkooh, également appelés Atashkooh (en persan, montagne de feu), connus pour leurs flammes permanentes. Ce phénomène est dû aux vapeurs de soufre sortant des couches de roches poreuses.

## Histoire
L'histoire de cette ville commence esssentiellement à l'époque sassanide, bien qu'il y ait également des tombeaux élamites dans la ville. La tombe du roi sassanide qui a fondé, Hormizd Ier, est située là aussi. Avec la conquête musulmane progressive du Khuzestan au VIIe siècle, Ramhormoz est le lieu d'un accord de paix entre le satrape sassanide local, Hormozān, et le commandant de l'armée musulmane. 
Durant l'époque islamique, il a été dit par les géographes que la ville possédait une bibliothèque aussi grande que l'une de Basra, et qu'elle était un lieu de fabrication et de commerce de la soie,. La ville était très opulente avant de commencer à décliner[pas clair]. 
Durant la fin des temps safavides et le début des Qajars, l'allégeance de cette ville a changé fréquemment entre Fars et Khuzestan[réf. nécessaire][pas clair] .